# Никландер, Эльмер
Эльмер Никландер (фин. Elmer Niklander; 19 января 1890, Хаусъярви, Тавастгусская губерния — 12 ноября 1942, Хельсинки) — финский пожарный и легкоатлет, олимпийский чемпион.

## Биография
Эльмер Никландер родился в 1890 году в общине Хаусъярви (Великое княжество Финляндское). В 1908 году принял участие в Олимпийских играх в Лондоне, где выступил в толкании ядра, метании диска и метании диска в греческом стиле, но не завоевал медалей.
В 1912 году, на Олимпийских играх в Стокгольме, выступая за финскую команду завоевал серебряную медаль в метании диска правой и левой руками и бронзовую — в толкании ядра правой и левой руками (в зачёт шёл лучший результат).
После обретения Финляндией независимости Эльмер Никландер выступал уже за независимую Финляндию. В 1920 году на Олимпийских играх в Антверпене он стал чемпионом в метании диска и завоевал серебряную медаль в толкании ядра, но в 1924 году на Олимпийских играх в Париже был в этих дисциплинах уже 7-м и 6-м соответственно.